# Dorfkirche Jamikow

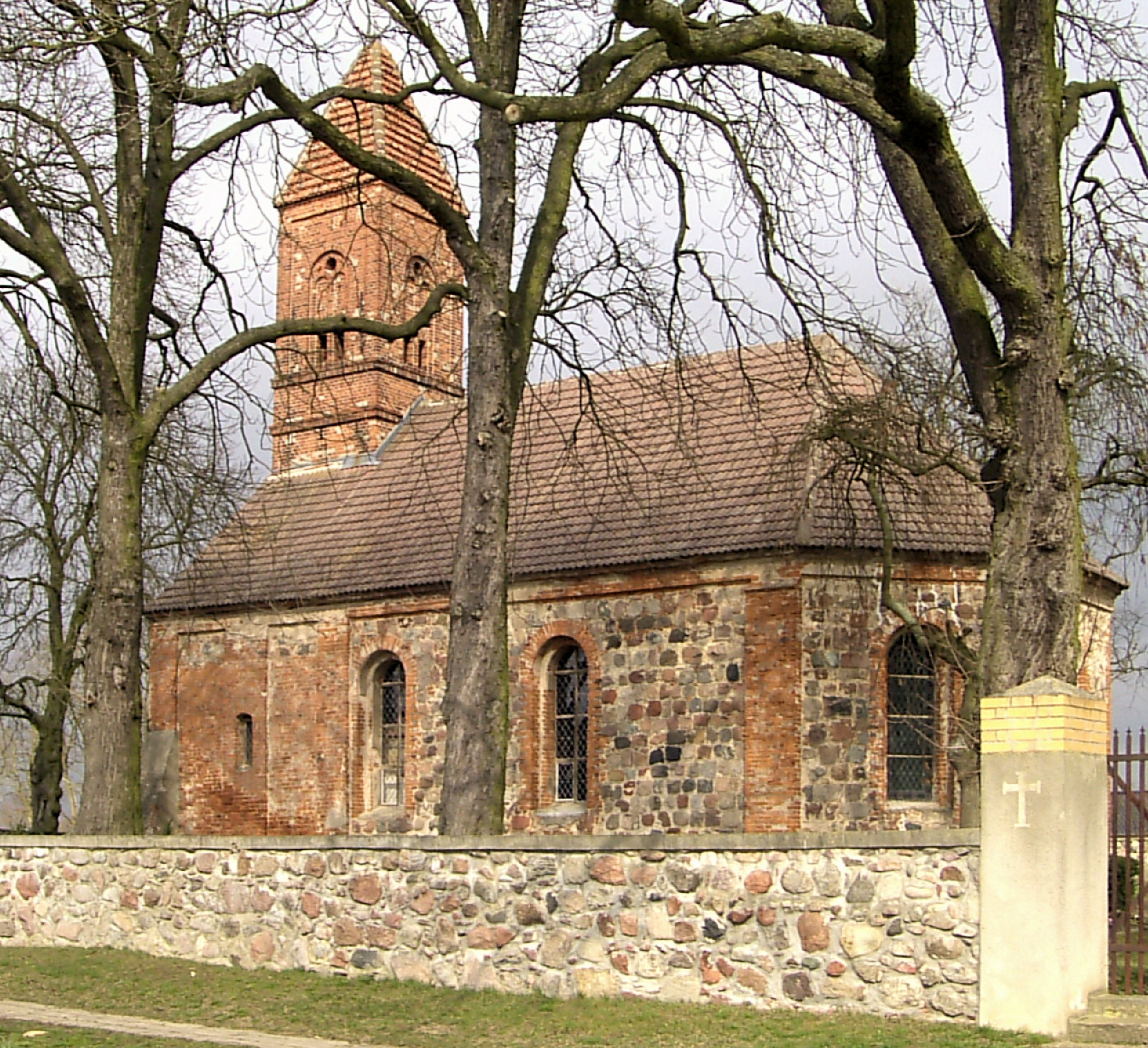
Südostansicht der Dorfkirche in Jamikow

Die Dorfkirche Jamikow ist eine Saalkirche im Ortsteil Jamikow der Stadt Schwedt/Oder im Landkreis Uckermark im Land Brandenburg. Sie gehört zum Kirchenkreis Uckermark der Evangelischen Kirche Berlin-Brandenburg-schlesische Oberlausitz.
Der flachgedeckte Feldsteinsaal wurde in der zweiten Hälfte des 13. Jahrhunderts errichtet. Nach einer Teilzerstörung in der Mitte des 19. Jahrhunderts wurde die Kirche 1856 wiedererrichtet. Dabei wurden ein dreiseitiger Chor als Ostabschluss und ein Backsteinturm ergänzt.
1936 wurde an der Nordseite eine Leichenhalle zugefügt. Der Turmhelm stammt aus den 1970er Jahren. Auffällig sind die massiven Stützpfeiler an der Westseite und der sehr schmale Eingang.
Die schlichte Inneneinrichtung stammt aus der zweiten Hälfte des 19. Jahrhunderts.
In der Kirche befindet sich eine ebenfalls denkmalgeschützte Grüneberg-Orgel von 1888. Im Turm befindet sich eine denkmalgeschützte Glocke von 1856 aus der Werkstatt des Stettiner Glockengießers Carl-Friedrich Voß.